# Davide Vaccari
Il Serenissimo Davide Vaccari (Genova, 1518 – Genova, 1607) fu il 76º doge della Repubblica di Genova.

## Biografia
La famiglia Vaccari - o anche citata in altri scritti come Vacca - doveva avere origini nel Chiavarese e lo stesso Davide Vaccari in alcune fonti è riconosciuto come nativo del borgo di Rovereto, una località situata tra gli attuali comuni di Chiavari e Zoagli (odierne frazioni di Sant'Andrea di Rovereto e San Pietro di Rovereto). Tuttavia dovrebbe essere Genova la città natale nel 1518 in quanto da tempo la famiglia ebbe preso residenza nella zona di via del Campo, nei pressi di quella che è conosciuta come, per l'appunto, la Porta dei Vacca nel centro storico genovese.
Affermato notaio e laureato in diritto civile e canonico, Davide Vaccari fu uno dei primi membri del Venerandum Collegium Dominorum Jurisperitorum et Judicum civitatis Januae. Ebbe ottimi rapporti con la famiglia Doria ed in particolare amichevoli con il celebre ammiraglio onegliese Andrea Doria che favorì l'ingresso della sua famiglia nell'albergo delle nobiltà genovesi in occasione della riforma statale del 1528.
Allo scoppio della guerra civile a Genova tra il 1575 e il 1576 il nobile Davide Vaccari fu tra gli esponenti di spicco di quella nobiltà "vecchia" (contrapposta alla "nuova") e che parteciparono in rappresentanza del proprio movimento agli accordi di pace di Casale Monferrato del 10 marzo 1576. 
Responsabile dell'Officio di Sanità durante la pestilenza del 1579-1580, il suo nome venne scelto dal Gran Consiglio per la guida della Repubblica il 14 novembre del 1587: la trentunesima in successione biennale e il settantaseiesimo nella storia repubblicana.

Tra gli avvenimenti importanti del mandato dogale del Vaccari vi furono i continui dissapori e contrasti con il confinante Ducato di Savoia nelle questioni territoriali. 
Terminò il suo governo il 14 novembre del 1589 a cui seguì, presumibilmente, la carica di procuratore perpetuo e di altre mansioni di rappresentanza. Tra queste nel 1605, assieme all'ex doge Pietro De Franchi Sacco, fu incaricato di trattare alcuni affari in Germania per la repubblica.
Morì a Genova nel 1607 e fu sepolto nella non più esistente chiesa di Santa Maria della Pace nel quartiere di San Vincenzo.